# سمة (اسم)
سمة هو اسم علم مؤنث من أصل عربي، ومعناه هو مقتبس من « الماضر» وهو اللبن الذي يحذي اللسان قبل أن يدرك.
1. سِمَة: (اسم)
  - سِمَة : مصدر وَسَمَ
2. سُمّة: (اسم)
  - الجمع : سُمَمٌ ، و سِمامٌ
  - السُّمَّةُ : كلُّ شيءٍ كالودع يستخرج من البحر ويُنظمُ للزينة
  - السُّمَّةُ: سُفرَةٌ من الخوص، تبسط تحت النخلةِ إِذا جُذَّت ليسقط ما تناثر من الرطب والتمر عليها
  - السُّمَّةُ :القرابةُ الخاصَّة
  - السُّمَّةُ :جُمَّارَةُ النخلةِ[3]

## أيضًا
| - اسم العلم - الاسم الشخصي - اسم العائلة | - اسم - كنية - لقب |

## وصلات خارجية
- موسوعة السلطان قابوس لأسماء العرب نسخة محفوظة 5 أبريل 2019 على موقع واي باك مشين.